# Rezerwat przyrody Czerwona Róża
Rezerwat przyrody Czerwona Róża – leśny rezerwat przyrody położony w gminie Pępowo, powiecie gostyńskim (województwo wielkopolskie).
Powierzchnia: 5,36 ha (akt powołujący podawał 4,93 ha).
Został utworzony w 1958 roku w celu ochrony lasu mieszanego z przewagą modrzewia, sosny, dębu i znikomym udziałem jarząbu brekinia.

## Podstawa prawna
- Zarządzenie Ministra Leśnictwa i Przemysłu Drzewnego z dnia 15 lipca 1958 r. w sprawie uznania za rezerwat przyrody (M.P. z 1958 r. nr 62, poz. 352)
- Obwieszczenie Wojewody Wielkopolskiego z dn. 4.10.2001 r. w sprawie ogłoszenia wykazu rezerwatów przyrody utworzonych do dn. 31.12.1998 r.
- Zarządzenie Nr 6/09 Regionalnego Dyrektora Ochrony Środowiska w Poznaniu z dnia 5 października 2009 r. w sprawie rezerwatu przyrody „Czerwona Róża”. Dziennik Urzędowy Województwa Wielkopolskiego z 2009 r. Nr 203, poz. 3471.
- Zarządzenie Regionalnego Dyrektora Ochrony Środowiska w Poznaniu z dnia 8 września 2017 r. zmieniające zarządzenie w sprawie rezerwatu przyrody „Czerwona Róża”. Dz. Urz. Województwa Wielkopolskiego poz. 6059